# Андрухович Ярослав Сергійович
Ярослав Сергійович Андрухович (8 квітня 1907, Станиславів — 1 лютого 1975, Порт Ноарланга, Австралія) — громадський, військовий, театральний діяч. Стрийко Юрія Андруховича.

## Життєпис
Здобув учительську й торгову освіти в Станиславові, де до 1935 року був актором драмгуртка «Сфінкс». Від 1923 р. — активний член Пласту. Член УВО, від 1929 — член ОУН. Переїхав до Перемишля, режисер драмгуртка ім. Л. Українки. У 1939—1941 роках був управителем Маслосоюзу в Ярославi, у 1941—1944 — директором Маслосоюзу в Перемишлі. Директор та актор театру при УДК. Одружився з Євгенією Сорочак.
У 1946 році, вони з Євгенією емігрували до Аугсбургу. У 1946 р. Ярослав став членом пластового куреня «Лісові Чорти». У Німеччині вступає до Ради фізичної культури (в якості судді), та з часом стає головою підрозділу РФК — «Об'єднання спортивних суддів».
У 1949 емігрує до Австралії, м. Аделаїда. В Австралії заснував і став адміністратором і актором Українського театру малих форм ім. Блавацького (1950—1965). У 1959 році переїхав в Порт Ноарланга на півдні Австралії, де й помер.